# Radio Municipal de Tui
La Radio Municipal de Tui (RMT) es la emisora de radio pública del municipio de Tuy.
Comenzó a emitir el 16 de abril de 1993 en la frecuencia 107.4 de la banda FM y puede sintonizarse en los municipios de Tuy, Tomiño, Salceda y Salvatierra, aunque es posible que su cobertura sea aun mayor, llegando a alcanzar toda la comarca del Bajo Miño[cita requerida].
Según el EGM en diciembre de 2006 contaba con 10 000 oyentes diarios, lo que la convierte en la emisora municipal gallega más escuchada. En abril de 2007, el EGM le otorgó un total de 12.000 oyentes diarios.  Su fundador y director es Jose Font Moldes,  el equipo lo completan Beatriz Rey y Javier Martínez, y en este período han pasado por los estudios hasta 147 personas colaboradoras que han hecho posible en conjunto y con un gran esfuerzo colectivo que esta radio llegue a los niveles de audiencia y calidad que tiene.

## Historia

### Precedentes
El embrión del proyecto de la radio municipal para Tuy nació en las fiestas de San Telmo de 1992, en la Feria Agrícola, se montó un programa de televisión por iniciativa de Jose Font Moldes, que luego sería su fundador, precursor y actual director. Al año siguiente se repitió y fue cuando se propuso al ayuntamiento la creación de una radio municipal.

### Comienzos
Tras la propuesta, el ayuntamiento la estudió y la aprobó, por lo que se realizaron unos cursos de formación, para tener un equipo técnico y de profesionales de la comunicación que, aún sin tener experiencia previa, aportaron a la radio lo necesario para crearse un alto número de oyentes asiduos.
Una vez formado el equipo técnico, se idearon diferentes programas siempre con la idea de hacer participar al público y mayormente dirigidos al conjunto de audiencia, para esto se programaron concursos telefónicos, y noticias de actualidad local y general.
A partir de ahí, se instaló el estudio central en 1993 en el edificio San Paio, y se montaron repetidores en lo alto del Monte Aloia para tener una buena propagación.
Más tarde el estudio se trasladó a un local preparado en Riomolinos, ya que el antiguo edificio San Paio se estaba remodelando para convertirse en la actual “Área Panorámica”, que es donde ahora están los estudios.

### Actualidad
Hoy en día es una emisora oída por bastante gente, y no sólo en Tuy, y es considerada un medio de comunicación tan fiable como otros. 
Además es un vivero de profesionales que ahora trabajan en otros medios. Contar con 12.000 oyentes, según el EGM, es algo "estratosférico"  «"La radio de Tui es un vivero de profesionales y líder de audiencia"». (enlace roto disponible en Internet Archive; véase el historial, la primera versión y la última). para una cadena como esta, de hecho, es líder en audiencia entre las emisoras municipales y está entre las tres primeras, en veteranía.

## Programas especiales

### Ponte... nas Ondas
"Ponte... nas ondas" es un programa que se celebra todos los años en el que participan diferentes ayuntamientos y radios de todo el mundo con el que se promociona la cultura gallego-portuguesa y la participación de los más jóvenes en los medios de comunicación. Se inició en 1995 y en 2005 recibió de la Junta de Galicia el Premio Galicia de Comunicación como "Mejor iniciativa en el campo de la comunicación". También en 2005 recibía el premio "Bos e Xenerosos" (Buenos y Generosos) de la Asociación de Escritores de Lingua Galega (AELG).
La radio municipal de Tuy lleva varios años participando y colaborando con esta iniciativa y haciendo posibles conexiones de los participantes del Bajo Miño con radios nacionales como la cadena SER e internacionales (pudiendo así comunicarse con centros educativos de Argentina y Brasil).
Desde 2004 se ha presentado la Candidatura del Patrimonio Inmaterial Gallego-Portugués a la UNESCO.

### Elecciones Municipales
La radio municipal también prepara siempre un especial para las elecciones municipales cada cuatro años, aportando información actualizada de los resultados del ayuntamiento de Tui y los de la comarca.

## RMT en internet
A pesar de que desde la web del ayuntamiento de Tuy hay un apartado de la programación Archivado el 19 de febrero de 2011 en Wayback Machine., no está realmente completada. Se ha creado desde julio de 2010 una página que permite la escucha a través de internet.
- Datos: Q9065639

Nota de prensa de Galicia Digital sbore comienzo difusión en línea (galego)